# Поташня (Нижньосілезьке воєводство)
Поташня (пол. Potasznia, нім. Podasch) — село в Польщі, у гміні Мілич Мілицького повіту Нижньосілезького воєводства.
Населення — 409 осіб (2011).
У 1975-1998 роках село належало до Вроцлавського воєводства.

## Демографія
Демографічна структура станом на 31 березня 2011 року:
|          | Загалом | Допрацездатний вік | Працездатний вік | Постпрацездатний вік |
| -------- | ------- | ------------------ | ---------------- | -------------------- |
| Чоловіки | 201     | 47                 | 144              | 10                   |
| Жінки    | 208     | 49                 | 114              | 45                   |
| Разом    | 409     | 96                 | 258              | 55                   |